# Serkan Kirintili
Serkan Kirintili (Adana, 15 de febrero de 1985) es un futbolista turco que juega de portero en el Ümraniyespor de la Superliga de Turquía.

## Trayectoria
Durante su carrera ha jugado en distintos equipos turcos. 
En el Fenerbahçe S. K., uno de los mejores equipos de Turquía, realizando dos buenas temporadas como portero, en donde ganó una Superliga de Turquía y dos copas de Turquía.
En 2015 fichó por el Konyaspor con el que ganó la Copa de Turquía y la Supercopa de Turquía en la temporada 2016-17.
Debido a ello disputó la Liga Europa de la UEFA 2017-18, en la que comenzó perdiendo su equipo por 1-0 frente al Olympique de Marsella, y siendo el jugador más destacado de su equipo.

## Selección nacional
Fue internacional con la selección de fútbol de Turquía sub-18, sub-19, sub-20 y sub-21.

## Clubes
| Club             | País    | Año       |
| ---------------- | ------- | --------- |
| Adanaspor        | Turquía | 2004-2005 |
| MKE Ankaragücü   | Turquía | 2005-2010 |
| Fenerbahçe S. K. | Turquía | 2010-2013 |
| Çaykur Rizespor  | Turquía | 2013-2015 |
| Konyaspor        | Turquía | 2015-2021 |
| Alanyaspor       | Turquía | 2021-2022 |
| Ümraniyespor     | Turquía | 2022-     |

## Palmarés

### Títulos nacionales
| Título               | Club             | País    | Año  |
| -------------------- | ---------------- | ------- | ---- |
| Superliga de Turquía | Fenerbahçe S. K. | Turquía | 2011 |
| Copa de Turquía      | Fenerbahçe S. K. | Turquía | 2012 |
| Copa de Turquía      | Fenerbahçe S. K. | Turquía | 2013 |
| Copa de Turquía      | Konyaspor        | Turquía | 2017 |
| Supercopa de Turquía | Konyaspor        | Turquía | 2017 |